# Алеин
Алеин (итал. Allein) је насеље у Италији у округу Долина Аосте, региону Долина Аосте.
Према процени из 2011. у насељу је живело 65 становника. Насеље се налази на надморској висини од 1215 м.

## Становништво
Према резултатима пописа становништва 2011. у општини је живело 248 становника.
| 1931. | 1936. | 1951. | 1961. | 1971. | 1981. | 1991. | 2001. | 2011. |
| ----- | ----- | ----- | ----- | ----- | ----- | ----- | ----- | ----- |
| 529   | 532   | 457   | 433   | 330   | 279   | 248   | 242   | 248   |